# Чиконтепек (муниципалитет)
Чиконтепек (исп. Chicontepec) — муниципалитет в составе штата Веракрус, Мексика. Административный центр — город Чиконтепек-де-Техеда. Находится в регионе Нижняя Уастека на севере штата.

## География
Муниципалитет расположен на координатах 20°58′ с. ш. 98°10′ з. д., на высоте около 260 метров над уровнем моря. Занимает площадь в 978 км².
Граничит:
- на севере — с муниципалитетом Тантоюка,
- на юге — с муниципалитетом Исхуатлан-де-Мадеро,
- на востоке — с муниципалитетами Аламо-Темапан, Искатепек  и Пантепек (Пуэбла)Пуэбла,
- на западе — с Идальго.

Климат — тропический влажный, с обильными осадками почти круглый год.

## Демография
По данным переписи 2010 года, население муниципалитета составляло 54 985 человек. Среди них:
- индейцы (нахуа и тенек) — более 80%
- метисы — около 15%
- другие этнические группы — менее 5%

На территории муниципалитета расположено **162 населённых пункта**, большинство из которых имеют сельский характер. В административном центре проживает около 4,5 тыс. человек.

## Языки
Официальный язык — испанский. Однако значительная часть населения говорит на коренных языках:
- науатль — наиболее распространённый,
- тенек — второй по числу говорящих.

## Политика
Главой муниципалитета с 2022 по 2025 годы является Армандо Фернандес де ла Круз.

## История
- 1886 — указом губернатора Хуана де ла Лус Энрикеса административным центром округа становится Чиконтепек.
- 1895 — установлены границы между Чиконтепек и соседним муниципалитетом Исхуатлан.
- 1910 — Чиконтепек получает статус города.
- 1920 — восстановлено муниципальное значение города.
- 1934 — упразднён муниципалитет Бенито-Хуарес, его территория присоединена к Чиконтепеку.
- 1937 — отменён указ об упразднении муниципалитета Бенито-Хуарес.

## Населённые пункты
Крупнейшие населённые пункты муниципалитета:
- Чиконтепек-де-Техеда — административный центр
- Агуакате
- Ла-Консепсьон
- Тецотзинтла
- Сан-Бенито
- Ла-Эсмеральда
- Палма-Сола
- Тепокстеко
- Эль-Молино
- Айуимоль

Полный список включает более 160 населённых пунктов.

## Экономика
Основные направления экономической деятельности:
- Сельское хозяйство — выращивание кукурузы, фасоли, тыквы, хлопка, сахарного тростника.
- Животноводство — разведение крупного рогатого скота, свиней, домашней птицы.
- Ремёсла — производство текстиля, гончарные изделия, деревянные изделия.
- Добыча природного камня и глины.

## Социальная сфера
В муниципалитете работают:
- школы начального и среднего звена,
- культурные центры,
- медицинские учреждения,
- спортивные комплексы.